# Ian McGinty
Ian McGinty (Annapolis, 6 de mayo de 1985-8 de junio de 2023) fue un escritor y artista de cómics estadounidense, conocido por su participación en series animadas como Adventure Time,Bee and PuppyCat e Invader Zim. También es conocido por ser el autor del cómic Welcome to Showside.

## Trayectoria
En 2015, se anunció que la editorial Z2 Comics estaba adaptando el cómic Welcome to Showside, escrita por McGinty, para una serie animada, la cual sería protagonizada por Henry Rollins, Amanda Kaufman y el propio McGinty como el personaje de Kit.
McGinty residía en Los Ángeles, California. Falleció el 8 de junio de 2023, a los 38 años.
Ian McGinty participó en varios cómics y novelas gráficas, entre ellas:

### Nickelodeon Studios
Invader Zim #15 (W) Eric Trueheart, Danielle Koening, KC Green, Ian McGinty, Jamie Smart (A) Warren Wucinich, KC Green, Ian McGinty con Fred C. Stresing y Meg Casey.

### ¡Auge! Estudios
- Adventure Time #54, escrito por Christopher Hastings . Arte realizado por Ian McGinty. Colorizado por Maarta Laiho. Rotulado por Steve Wands. Portada realizada por Jackie Forrentino y Veronica Fish.
- Adventure Time: Candy Capers, ilustrado por Yuko Ota, Ananth Panagariya e Ian McGinty.
- Bee and Puppycat #3, creado con Madeleine Flores, Ian McGinty, Anissa Espinosa y Tait Howard.
- Munchkin #3 Tom Siddell, Jim Zub. Arte de Ian McGinty
- Bravest Warriors #21-36 de Kate Leth e Ian McGinty

### Otras publicaciones
- Welcome to Showside (Z2 Comics, 2015–2016), como escritor y artista.